# Centaurea monacantha
Centaurea monacantha là một loài thực vật có hoa trong họ Cúc. Loài này được E.D.Clarke mô tả khoa học đầu tiên năm 1812.